# Norul G
Norul G (sau complexul norului G) este un nor interstelar situat alături de Norul Interstelar Local. Nu se știe precis dacă Sistemul Solar face parte din Norul Interstelar Local sau din regiunea în care cei doi nori sunt în interacțiune, deși Sistemul Solar se mișcă spre Norul G. Norul G conține stelele Alpha Centauri (un sistem triplu), Altair și probabil altele.